# Склопрофіліт
Склопрофіліт — будівельний матеріал призначений для внутрішньої і зовнішньої обробки будівель, для влаштування світлопрозорих огороджувальних конструкцій в промисловому і цивільному будівництві. Являє собою скляне виріб П-подібної форми, яке виготовляється методом безперервного витягування з лужно-силікатного скла. Далі відбувається формування скляного профілю.
Виробляється безліч різних серій склопрофіліта, які відрізняються за видами поверхні, за геометричними характеристиками, за наявністю спеціальних покриттів (теплоізоляційне, сонцезахисне, кольорове). Це обумовлює його широку сферу застосування в проектуванні різних архітектурних і дизайнерських рішень.

П-подібна форма поперечного перерізу склопрофіліта додає матеріалу міцність і жорсткість, а також наділяє його деякими іншими властивостями:
- можливість улаштування огороджувальних світлопрозорих конструкцій довжиною до 7 метрів без додаткового кріплення;
- можливість радіусного скління;
- легкість монтажу;
- високі показники теплоізоляції при подвійному монтажі;
- безліч різних варіантів установки.